# Altendorf (Austria)
Altendorf è un comune austriaco di 337 abitanti nel distretto di Neunkirchen, in Bassa Austria.